# Damianópolis
Damianópolis é um município brasileiro do estado de Goiás. Sua população estimada em 2010 era de 3.292 habitantes. Foi fundada em 14 de novembro de 1958.

## História
O povoamento da sede municipal teve origem às margens do córrego Santa Catarina, no ano de 1840, quando surgiram os primeiros moradores, procedentes do vizinho Estado da Bahia, atraídos pela boa qualidade das terras para lavoura e criação de gado, e a abundância de madeiras de lei nas florestas da região.
Formava-se, assim, o povoado, com o nome de Santa Catarina, derivado do córrego adjacente, tendo como primitivos habitantes e fundadores os senhores: Júlio Moreira de Moura, José Marques, João Rodrigues da Cruz, Juvêncio Pereira de Abreu, Jesuíno César de Melo e Manoel Justino da Silva, cujas moradas eram de pau-a-pique, cobertas de capim. Inicialmente desenvolveram-se as atividades de cultivo de cereais e pecuárias, crescendo gradativamente o tráfego de tropeiros que faziam comércio entre Goiás e Bahia, abrindo-se uma estrada para facilitar o transporte rodoviário, e edificando-se uma escola e uma capela.

### Formação Administrativa
Em 31 de dezembro de 1943, pelo Decreto-Lei Estadual nº 1532, o povoado foi elevado a distrito. Em 14 de novembro de 1958, pela Lei Estadual nº 2149, o distrito passou à categoria de município, com o novo topônimo de "Damianópolis", de origem desconhecida, desmembrando-se de Sítio d'Abadia e instalando-se em 1 de janeiro de 1959.
Em divisões territoriais datadas de 31-XII-1936 e 31-XII-1937, figura no município de Sítio d’Abadia o distrito de Santa Catarina, ex-povoado. No quadro fixado para vigorar no período de 1939-1943, o distrito de Santa Catarina figura no município de Sítio d’Abadia. Pelo decreto-lei estadual nº 8305, de 31 de dezembro de 1943, o distrito de Santa Catarina passou a denominar-se Damianópolis.
Em divisão territorial datada de 1-VII-1950, o distrito de Damianópolis, figura no município de Sítio d`Abadia. Assim permanecendo em divisão territorial datada de 1-VII-1955. Elevado à categoria de município com a denominação de Damianópolis, pela lei estadual nº 2149, de 14-11-1958, desmembrado de Sítio d’Abadia. Sede no antigo distrito de Damianópolis. Constituído do distrito sede. Instalado em 1 de janeiro de 1954. Em divisão territorial datada de 1-VII-1960, o município é constituído do distrito sede. Assim permanecendo em divisão territorial datada de 2007.
Alteração toponímica municipal Santa Catarina para Damianópolis alterado, pela lei estadual nº 8305, de 31 de dezembro de 1943.